# Liparis brunnescens
Liparis brunnescens är en orkidéart som beskrevs av Rudolf Schlechter. Liparis brunnescens ingår i släktet gulyxnen, och familjen orkidéer. Inga underarter finns listade i Catalogue of Life.